# Bdelyrus ecuadorae
Bdelyrus ecuadorae là một loài bọ cánh cứng trong họ Bọ hung (Scarabaeidae).